# 46 Batalion Saperów (LWP)
46 batalion saperów – samodzielny pododdział wojsk inżynieryjno-saperskich ludowego Wojska Polskiego.

## Organizacja i działania
Sformowany na podstawie rozkazu Naczelnego Dowództwa Wojska Polskiego nr 135/Org z 3 czerwca 1945 w Olsztynie, jako jednostka organiczna 15 Dywizji Piechoty w ramach realizacji planu rozbudowy wojska.
Z chwilą osiągnięcia zdolności do działania batalion przystąpił od 3 czerwca 1945 r. do rozminowania i realizacji zadań związanych z odbudową zniszczeń wojennych w ramach I Okręgu Wojskowego (Warszawa) na Warmii i Mazurach. W 1946 operował w rejonach: Olsztyna, Mrągowa, Lidzbarka Warminskiego, Zalewu Wiślanego w szczególności w okolicach Fromborka i Braniewa. Rozpoczął też prace wstępne przy rozminowaniu byłej kwatery Hitlera w Gierłoży. W lipcu 1945 na polecenie dowódcy 15 DP gen. Kontryma, dowódca kompanii por. Gruszecki oraz chor. Łaszkiewicz z drużyną saperów dokonali rozpoznania zaminowania kwatery i rozpoznania pochówku jeńców francuskich w kwaterze (mogił jeńców nie stwierdzono). W 1945 r. nie przystąpiono jednak do rozminowania kwatery. Ważniejsze w tym czasie było sprawdzenie pól uprawnych i oczyszczanie zakładów przemysłowych. Batalion, razem z 1 bsap, 4 bsap, 75 bsap, 47 bsap, 2 Ciężką BSap brał udział w rozminowaniu Wilczego Szańca w 1946 i 1947 roku, później w 1950 i 1951 r. W końcu 1945 r. batalion został wsparty saperami jeńcami niemieckimi, którzy wiosną 1946 przystąpili do rozminowania m.in. Wilczego Szańca. Niemcy prowadzili rozminowanie do 1947 r. W 1947 w czasie rozminowania zginęło 6 niemieckich saperów i 2 zostało rannych.
W czasie rozminowania żołnierze batalionu znaleźli i zniszczyli ok. 265 tys. min i ok. 1399 tys. bomb i różnego rodzaju amunicji.
Batalion w czasie rozminowania stracił 15 żołnierzy.
Batalion uczestniczył także w licznych zadaniach przeciwlodowych i przeciwpowodziowych na Narwi i Bugu. Często angażowany był do wykonywania zadań na rzecz gospodarki narodowej.

## Dowódcy batalionu
- Grzegorz Sińczuk
- mjr Wasyl Gonczarow
- Edward Januszkiewicz
- Adam Tucholski
- Eugeniusz Koblak

## Skład etatowy
- Dowództwo i sztab
- 3 kompanie saperów
  - 3 plutony saperów
  - drużyna zaopatrzenia
- kwatermistrzostwo
  - magazyn techniczny
  - drużyna gospodarcza

Stan:
żołnierzy – 254 (oficerów – 33, podoficerów – 44, szeregowych – 177)
sprzęt:
- samochody – 3
- łodzie MN – 1